# Матч всех звёзд женской НБА 2007 года
Матч всех звёзд женской НБА 2007 года (англ. 2007 WNBA All-Star Game) — ежегодная показательная баскетбольная игра, прошедшая в воскресенье, 15 июля, в Вашингтоне (округ Колумбия) на домашней площадке «Вашингтон Мистикс» «Верайзон-центр». Эта игра стала восьмым матчем всех звёзд (ASG) в истории женской национальной баскетбольной ассоциации (ВНБА) и вторым, проведённым в столице, первый прошёл в 2002 году. Игра транслировалась спортивным кабельным каналом ESPN на телевизионном канале ABC в 3:30 вечера по Североамериканскому восточному времени (ET), а судьями на матче работали Эрик Брютон, Дениз Брукс-Клозер и Кларк Стивенс.
Сборная Востока под руководством Билла Лэймбира в упорной борьбе переиграла сборную Запада Дженни Бусек со счётом 103:99, тем самым выиграв вторую игру подряд и сократив счёт в их противостоянии (2:6), первые 6 матчей всех звёзд ВНБА неизменно выигрывала команда Запада. Самым ценным игроком этого матча была признана Шерил Форд, представляющая на нём команду «Детройт Шок».

## Матч всех звёзд

### Составы команд
Игроки стартовых пятёрок матча всех звёзд женской НБА выбираются по итогам электронного голосования, проводимого среди болельщиков на официальном сайте лиги — WNBA.com. Выбор баскетболисток резервного состава команд Востока и Запада проводится путём голосования среди главных тренеров клубов, входящих в конференцию, причём они не могут голосовать за своих собственных подопечных. До 2013 года наставники могли выбрать двух защитников, двух форвардов, одного центрового и ещё двух игроков вне зависимости от их амплуа. В 2014 году позиции форварда и центрового были объединены в единую категорию нападения, после чего наставники команд стали голосовать за двух защитников, трёх игроков нападения и одного игрока независимо от позиции. Если та или иная баскетболистка не может участвовать в ASG из-за травмы или по болезни, то их заменяют специально отобранные для этого резервисты.
По правилам женской НБА на тренерский мостик сборных Востока и Запада назначаются наставники команд, участвовавших в финале прошлого сезона, исключением являются матчи всех звёзд 1999 и 2009 годов. В 2006 году в финальной серии участвовали клубы «Детройт Шок» и «Сакраменто Монархс», поэтому сборной Востока руководил Билл Лэймбир. Командой Запада должен был руководить Джон Уизенант, однако после окончания прошедшего сезона он ушёл в отставку с поста главного тренера «Сакраменто Монархс», чтобы сосредоточиться на управленческой деятельности, его место у руля сборной Запада заняла Дженни Бусек, новый наставник «Монархов», которые ко времени объявления имён главных тренеров на матч всех звёзд (1 июля) лидировали по проценту побед в регулярном чемпионате Западной конференции текущего сезона (11 побед при 6 поражениях).
3 июля ВНБА опубликовала итоги голосования среди болельщиков на сайте ассоциации, по результатам которого наибольшее число голосов набрала Сью Бёрд (128 828), а следом за ней расположились Дайана Таурази (124 918), Тамика Кэтчингс (124 144) и Кара Брэкстон (121 436). В итоге в стартовую пятёрку команды Востока кроме Кэтчингс и Брэкстон попали Шерил Форд (117 736), Деанна Нолан (95 058) и Анна Дефорж (84 498), а в стартовую пятёрку сборной Запада помимо Таурази и Бёрд вошли Лорен Джексон (102 800), Бекки Хэммон (98 694) и Иоланда Гриффит (87 895).
9 июля были опубликованы итоги голосования среди главных тренеров команд ВНБА, по результатам которого резервистами Востока стали Кэти Дуглас, Алана Бирд, Эйша Джонс, Кэндис Дюпри, Делиша Милтон-Джонс и Тэмми Саттон-Браун. Запасными Запада стали Сеймон Огастус, Кэппи Пондекстер, Тадж Макуильямс, Ребекка Брансон, Пенни Тэйлор и Тина Томпсон. Однако Бёрд и Брансон из-за травм не смогли принять участие в этом матче, в результате чего образовавшееся вакантное место в стартовой пятёрке Запада заняла Томпсон, на замену которых в состав резервистов Запада были включены Кара Лоусон и София Янг.
По результатам голосования седьмой раз на матч всех звёзд получили вызов Иоланда Гриффит и Тина Томпсон, шестой раз — Тадж Макуильямс и Лорен Джексон и пятый раз — Тамика Кэтчингс и Сью Бёрд.
В данной таблице опубликованы полные составы сборных Востока и Запада предстоящего матча.
| Поз.                                       | Игрок               | Команда           | Выбор             |
| Стартовая пятёрка                          | Стартовая пятёрка   | Стартовая пятёрка | Стартовая пятёрка |
| ------------------------------------------ | ------------------- | ----------------- | ----------------- |
| З                                          | Деанна Нолан        | Детройт Шок       | 4-й               |
| З                                          | Анна Дефорж         | Индиана Фивер     | 1-й               |
| Ф                                          | Тамика Кэтчингс     | Индиана Фивер     | 5-й               |
| Ф                                          | Шерил Форд          | Детройт Шок       | 4-й               |
| Ц                                          | Кара Брэкстон       | Детройт Шок       | 1-й               |
| Запасные игроки                            |                     |                   |                   |
| З                                          | Алана Бирд          | Вашингтон Мистикс | 3-й               |
| З                                          | Кэти Дуглас         | Коннектикут Сан   | 2-й               |
| Ф                                          | Кэндис Дюпри        | Чикаго Скай       | 2-й               |
| Ф                                          | Делиша Милтон-Джонс | Вашингтон Мистикс | 2-й               |
| Ф                                          | Эйша Джонс          | Коннектикут Сан   | 1-й               |
| Ц                                          | Тэмми Саттон-Браун  | Индиана Фивер     | 2-й               |
| Главный тренер: Билл Лэймбир (Детройт Шок) |                     |                   |                   |

| Поз.                                              | Игрок              | Команда                  | Выбор             |
| Стартовая пятёрка                                 | Стартовая пятёрка  | Стартовая пятёрка        | Стартовая пятёрка |
| ------------------------------------------------- | ------------------ | ------------------------ | ----------------- |
| З                                                 | Сью Бёрд[a]        | Сиэтл Шторм              | 5-й               |
| З                                                 | Бекки Хэммон       | Сан-Антонио Силвер Старз | 4-й               |
| Ф                                                 | Дайана Таурази     | Финикс Меркури           | 3-й               |
| Ф                                                 | Лорен Джексон      | Сиэтл Шторм              | 6-й               |
| Ц                                                 | Иоланда Гриффит    | Сакраменто Монархс       | 7-й               |
| Запасные игроки                                   |                    |                          |                   |
| З                                                 | Кэппи Пондекстер   | Финикс Меркури           | 2-й               |
| З                                                 | Сеймон Огастус     | Миннесота Линкс          | 2-й               |
| З                                                 | Кара Лоусон[b]     | Сакраменто Монархс       | 1-й               |
| Ф                                                 | Тина Томпсон[c]    | Хьюстон Кометс           | 7-й               |
| Ф                                                 | София Янг[b]       | Сан-Антонио Силвер Старз | 2-й               |
| Ф                                                 | Ребекка Брансон[a] | Сакраменто Монархс       | 1-й               |
| Ф                                                 | Тадж Макуильямс    | Лос-Анджелес Спаркс      | 6-й               |
| Ф                                                 | Пенни Тэйлор       | Финикс Меркури           | 2-й               |
| Главный тренер: Дженни Бусек (Сакраменто Монархс) |                    |                          |                   |

- a  Игроки, не принимавшие участие в матче из-за травмы.
- b  Игроки, заменившие в нём травмированных.
- c  Игроки, начавшие игру в стартовой пятёрке, вместо травмированных.

### Ход матча
Первая четверть матча началась с небольшого рывка сборной Запада, инициатором которого стала Лорен Джексон, а подхватила Дайана Таурази, в итоге уже после первых четырёх минут встречи преимущество Запада составляло семь очков (15:8). Сразу же команда Востока совершила ответный рывок, набрав пять очков подряд (15:13), однако затем на площадке шла равная борьба, во время которой небольшое преимущество попеременно переходило из рук в руки, а в итоге первая четверть закончилась со счётом 28:23 в пользу Запада. Первые две минуты второй четверти вновь прошли в равной борьбе, но затем сборная Запада выдала удачный отрезок, во время которого увеличила свой перевес в счёте до одиннадцати очков (42:31). Впрочем тут же сборная Востока совершила ответный рывок, инициатором которого стало точное трёхочковое попадание дочери известного в недавнем прошлом игрока НБА Карла Мэлоуна и Бониты Форд, Шерил Форд, а довершила Тамика Кэтчингс, набравшая семь очков подряд, в итоге за 2:14 до конца второй четверти преимущество команды Запада сократилось до трёх очков (48:45). В оставшееся до свистка время немного удачливее оказалась сборная Востока, которая точными бросками Эйшы Джонс и Кэндис Дюпри догнала соперника, в итоге команды отправились на большой перерыв при равном счёте 53:53.
Начальный отрезок второй половины матча прошёл в абсолютно равной борьбе, по истечении четырёх минут сборная Востока лидировала с перевесом всего в одно очко (59:58). В течение следующих четырёх минут Востоку удался резкий рывок, в течение которого солировали Тамика Кэтчингс и Делиша Милтон-Джонс, набравшие по четыре очка, в итоге за 1:55 до конца третьей четверти преимущество Востока достигло двузначной отметки 72:62. В оставшееся до окончания третьей четверти встречи сначала Кэппи Пондекстер сократила отставание команды Запада до пяти очков (67:72), после чего Делиша Милтон-Джонс восстановила статус-кво, в итоге сборная Востока выиграла третью четверть встречи с перевесом в одиннадцать очков 78:67. В самом начале четвёртой четверти встречи баскетболисткам сборной Запада удалось немного сократить разницу в счёте (73:80), однако тут же сборная Востока совершила ответный рывок, в результате которого Кэндис Дюпри, набрав два очка, увеличила преимущество своей команды до максимальной отметки в четырнадцать очков (89:75) за шесть минут до конца четвёртой четверти. Впрочем в течение следующих 24 секунд Тадж Макуильямс набрала пять очков подряд, сократив отставание сборной Запада до девяти очков. Следующий отрезок матча опять остался за сборной Востока, во время которого Кэти Дуглас в течение 72 секунд реализовала два трёхочковых броска, доведя перевес своей команды до комфортных двенадцати очков за 2:26 до конца матча (99:87). Оставшееся же до конца игры время прошло под диктовку сборной Запада, которая доминировала на площадке, но всё, чего ей удалось достичь, так это сократить отставание в счёте, выиграв последний отрезок встречи со счётом 12:4. В итоге игра завершилась победой команды Востока со счётом 103:99, которая второй раз подряд выиграла матч всех звёзд.
Самым ценным игроком этого матча была признана Шерил Форд из «Детройт Шок», которая набрала 16 очков, совершила 13 подборов, а также сделала 5 передач и 1 перехват. Кроме того лучшими игроками, предопределившими победу команды Востока, стали Кэти Дуглас, набравшая 18 очков, Тамика Кэтчингс, набравшая 15 очков, 11 подборов и 7 передач, Деанна Нолан, набравшая 11 очков и 4 подбора и Делиша Милтон-Джонс, набравшая 11 очков и 5 подборов. Лучшими игроками Запада стали Тина Томпсон, набравшая 19 очков и 6 подборов, Лорен Джексон, набравшая 14 очков и 5 подборов, Дайана Таурази, набравшая 13 очков и 9 передач, Бекки Хэммон, набравшая 13 очков и 6 передач и Тадж Макуильямс, набравшая 11 очков и 9 подборов.
| 15 июля 2007 года 3:30 pm (ET) | Протокол | Сборная Востока            | 103:99   | Сборная Запада    | Верайзон-центр, Вашингтон (округ Колумбия) Зрителей: 19 487 Судьи: Кларк Стивенс № 7 Дениз Брукс-Клозер № 9 Эрик Брютон № 55 | ABC |
| 15 июля 2007 года 3:30 pm (ET) | Протокол | 23:28, 30:25, 25:14, 25:32 |          |                   | Верайзон-центр, Вашингтон (округ Колумбия) Зрителей: 19 487 Судьи: Кларк Стивенс № 7 Дениз Брукс-Клозер № 9 Эрик Брютон № 55 | ABC |
| 15 июля 2007 года 3:30 pm (ET) | Протокол | Кэти Дуглас 18             | Очки     | Тина Томпсон 19   | Верайзон-центр, Вашингтон (округ Колумбия) Зрителей: 19 487 Судьи: Кларк Стивенс № 7 Дениз Брукс-Клозер № 9 Эрик Брютон № 55 | ABC |
| 15 июля 2007 года 3:30 pm (ET) | Протокол | Шерил Форд 13              | Подборы  | Тадж Макуильямс 9 | Верайзон-центр, Вашингтон (округ Колумбия) Зрителей: 19 487 Судьи: Кларк Стивенс № 7 Дениз Брукс-Клозер № 9 Эрик Брютон № 55 | ABC |
| 15 июля 2007 года 3:30 pm (ET) | Протокол | Алана Бирд 8               | Передачи | Дайана Таурази 9  | Верайзон-центр, Вашингтон (округ Колумбия) Зрителей: 19 487 Судьи: Кларк Стивенс № 7 Дениз Брукс-Клозер № 9 Эрик Брютон № 55 | ABC |

### Полная статистика матча
В данной таблице показан подробный статистический анализ этого матча.
- Тина Томпсон, лучший игрок матча по очкам (19)
- Тадж Макуильямс, третий игрок матча по подборам (9)
- Дайана Таурази, лучший игрок матча по передачам (9)
- Лорен Джексон, второй игрок матча по перехватам (2)
- Алана Бирд, лучший игрок матча по блок-шотам (2)

| Звёзды Восточной конференции |                        |        |       |      |       |     |     |     |     |    |    |     |    |     |
| Стартовая пятёрка            | Команда                | MIN    | FG    | 3P   | FT    | OFF | DEF | TOT | AST | ST | BS | TOV | PF | PTS |
| Деанна Нолан                 | Детройт Шок            | 22:39  | 5-16  | 1-4  | 0-0   | 3   | 1   | 4   | 2   | 1  | 0  | 3   | 1  | 11  |
| Анна Дефорж                  | Индиана Фивер          | 13:14  | 1-5   | 0-1  | 0-0   | 0   | 0   | 0   | 1   | 0  | 0  | 0   | 0  | 2   |
| Тамика Кэтчингс              | Индиана Фивер          | 27:17  | 5-14  | 1-4  | 4-4   | 4   | 7   | 11  | 7   | 1  | 0  | 1   | 3  | 15  |
| Шерил Форд[d]                | Детройт Шок            | 26:36  | 6-13  | 4-7  | 0-0   | 3   | 10  | 13  | 5   | 1  | 0  | 2   | 3  | 16  |
| Кара Брэкстон                | Детройт Шок            | 12:20  | 2-7   | 0-0  | 0-0   | 2   | 2   | 4   | 0   | 0  | 0  | 1   | 0  | 4   |
| Запасные игроки              |                        |        |       |      |       |     |     |     |     |    |    |     |    |     |
| Алана Бирд                   | Вашингтон Мистикс      | 16:47  | 3-10  | 1-3  | 1-2   | 0   | 3   | 3   | 8   | 2  | 2  | 5   | 0  | 8   |
| Кэти Дуглас                  | Коннектикут Сан        | 22:35  | 6-8   | 4-5  | 2-2   | 1   | 1   | 2   | 1   | 1  | 1  | 3   | 1  | 18  |
| Кэндис Дюпри                 | Чикаго Скай            | 13:38  | 4-5   | 0-0  | 0-0   | 0   | 4   | 4   | 0   | 1  | 0  | 3   | 1  | 8   |
| Делиша Милтон-Джонс          | Вашингтон Мистикс      | 16:37  | 4-9   | 1-1  | 2-2   | 2   | 3   | 5   | 2   | 1  | 0  | 2   | 1  | 11  |
| Эйша Джонс                   | Коннектикут Сан        | 18:07  | 5-5   | 0-0  | 0-0   | 1   | 6   | 7   | 2   | 0  | 1  | 0   | 1  | 10  |
| Тэмми Саттон-Браун           | Индиана Фивер          | 10:11  | 0-1   | 0-0  | 0-0   | 0   | 3   | 3   | 0   | 0  | 0  | 3   | 3  | 0   |
| Всего                        |                        | 200:00 | 40-89 | 9-20 | 14-17 | 16  | 40  | 56  | 28  | 8  | 4  | 21  | 13 | 103 |
| Главный тренер               | Билл Лэймбир (Детройт) |        |       |      |       |     |     |     |     |    |    |     |    |     |

| Звёзды Западной конференции |                           |        |        |       |      |     |     |     |     |    |    |     |    |     |
| Стартовая пятёрка           | Команда                   | MIN    | FG     | 3P    | FT   | OFF | DEF | TOT | AST | ST | BS | TOV | PF | PTS |
| Дайана Таурази              | Финикс Меркури            | 25:19  | 5-11   | 2-8   | 1-1  | 0   | 4   | 4   | 9   | 0  | 1  | 0   | 2  | 13  |
| Бекки Хэммон                | Сан-Антонио Силвер Старз  | 23:02  | 3-9    | 2-6   | 5-6  | 0   | 3   | 3   | 6   | 2  | 0  | 4   | 1  | 13  |
| Тина Томпсон                | Хьюстон Кометс            | 26:03  | 7-13   | 5-9   | 0-1  | 2   | 4   | 6   | 3   | 2  | 1  | 1   | 2  | 19  |
| Лорен Джексон               | Сиэтл Шторм               | 25:25  | 5-12   | 4-7   | 0-0  | 1   | 4   | 5   | 1   | 2  | 1  | 3   | 3  | 14  |
| Иоланда Гриффит             | Сакраменто Монархс        | 08:32  | 1-2    | 0-0   | 0-0  | 0   | 3   | 3   | 0   | 0  | 0  | 0   | 1  | 2   |
| Запасные игроки             |                           |        |        |       |      |     |     |     |     |    |    |     |    |     |
| Кэппи Пондекстер            | Финикс Меркури            | 16:24  | 5-12   | 2-6   | 0-0  | 0   | 1   | 1   | 2   | 2  | 1  | 3   | 1  | 12  |
| Кара Лоусон                 | Сакраменто Монархс        | 10:24  | 0-5    | 0-2   | 0-0  | 0   | 1   | 1   | 0   | 0  | 0  | 1   | 0  | 0   |
| Сеймон Огастус              | Миннесота Линкс           | 18:58  | 4-11   | 0-3   | 0-4  | 4   | 3   | 7   | 2   | 2  | 0  | 0   | 0  | 8   |
| София Янг                   | Сан-Антонио Силвер Старз  | 11:00  | 1-6    | 0-0   | 1-1  | 7   | 1   | 8   | 2   | 1  | 1  | 2   | 0  | 3   |
| Тадж Макуильямс             | Лос-Анджелес Спаркс       | 19:32  | 5-13   | 1-2   | 0-2  | 5   | 4   | 9   | 1   | 0  | 0  | 1   | 1  | 11  |
| Пенни Тэйлор                | Финикс Меркури            | 15:21  | 1-6    | 1-3   | 1-2  | 3   | 1   | 4   | 2   | 3  | 0  | 1   | 2  | 4   |
| Всего                       |                           | 200:00 | 37-100 | 17-46 | 8-17 | 22  | 29  | 51  | 28  | 14 | 5  | 16  | 13 | 99  |
| Главный тренер              | Дженни Бусек (Сакраменто) |        |        |       |      |     |     |     |     |    |    |     |    |     |

- d  Жирным курсивным шрифтом выделена статистика самого ценного игрока матча.

## Другие события

### Конкурс трёхочковых бросков
В ежегодном соревновании по трёхочковым броскам (англ. WNBA 3-Point Shootout Challenge) принимали участие пять игроков. В этом году в нём принимали участие: первый номер драфта ВНБА 2004 года Дайана Таурази, неоднократные участницы матча всех звёзд Деанна Нолан и Кэти Дуглас, а также Пенни Тэйлор и Лори Кейн. Прошлогодняя победительница турнира, Дон Стэйли, не смогла защитить свой титул, так как закончила свою карьеру по окончании прошлого сезона. По правилам, претендент должен реализовать столько 3-очковых попыток насколько возможно из 5 разных позиций в течение одной минуты. Игрок начинает кидать из одного угла площадки, постепенно перемещаясь от «точки» к «точке» по дуге, пока не достигнет противоположного угла площадки. На каждой «точке» игроку предоставляется 4 мяча, каждое попадание оценивается в одно очко, а также есть специальный «призовой мяч», достоинством в 2 балла.
В первом раунде победила Кейн, набравшая 23 очка, на два балла опередив Таурази (21) и на три Тэйлор (20). Дуглас и Нолан набрали 19 и 11 очков соответственно и не прошли в финальный раунд. В финале лучшей опять же стала Лори Кейн, набрав 25 очков из 30 возможных, на два больше, чем в первом раунде, тем самым она установила рекорд конкурса, намного опередив своих соперниц. Тэйлор закончила соревнование с результатом в 19 баллов, а Таурази набрала всего 16 очков.
| Поз. | Игрок          | Команда           | Рост, см | Вес, кг | Попадания | Попытки | Процент | 1-й раунд | 2-й раунд |
| ---- | -------------- | ----------------- | -------- | ------- | --------- | ------- | ------- | --------- | --------- |
| З    | Лори Кейн      | Вашингтон Мистикс | 173      | 66      | 12        | 33      | 36,4    | 23        | 25        |
| Ф    | Дайана Таурази | Финикс Меркури    | 180      | 78      | 95        | 259     | 35,7    | 21        | 16        |
| Ф    | Пенни Тэйлор   | Финикс Меркури    | 185      | 76      | 34        | 90      | 37,8    | 20        | 19        |
| З    | Кэти Дуглас    | Коннектикут Сан   | 183      | 74      | 68        | 201     | 33,8    | 19        | DNQ       |
| З    | Деанна Нолан   | Детройт Шок       | 183      | 73      | 46        | 117     | 39,3    | 11        | DNQ       |

### Соревнование по баскетбольным умениям
В ежегодном соревновании по баскетбольным умениям (англ. All-Star Dribble, Dish and Swish Challenge) принимали участие четыре игрока. В этом году участниками конкурса стали: первый номер драфта ВНБА 2006 года Сеймон Огастус, которая пыталась защитить свой прошлогодний титул, многократная участница матча всех звёзд, Бекки Хэммон, а также Бетти Леннокс и Никки Тисли. В данном конкурсе игроки соревнуются в умении владения мячом: броски чередуются с точными пасами и оббеганиями официального логотипа ВНБА в человеческий рост с соблюдением официальных правил ведения мяча. Претендент, прошедший с лучшим временем, становиться победителем.
Лучшее время в первом раунде показала Сеймон Огастус, которая справилась с заданием за 28,3 секунды, на 6,3 секунды быстрее Хэммон (34,6), ставшей второй. Тисли и Леннокс уложились за 39,4 и 40,0 секунды соответственно и не прошли в финальный раунд. В финале Сеймон выполнила задание за 27,4 секунды, почти на секунду лучше, чем в первом раунде, однако этого результата не хватило для итоговой победы. Победителем же конкурса стала Хэммон, которая во втором раунде показала время 27,1 секунды, побив результат Огастус, показанный во втором раунде всего на 0,3 секунды.
| Поз. | Игрок          | Команда                  | Рост, см | Вес, кг | 1-й раунд | 2-й раунд |
| ---- | -------------- | ------------------------ | -------- | ------- | --------- | --------- |
| З    | Бекки Хэммон   | Сан-Антонио Силвер Старз | 168      | 62      | 34,6      | 27,1      |
| Ф    | Сеймон Огастус | Миннесота Линкс          | 183      | 81      | 28,3      | 27,4      |
| З    | Бетти Леннокс  | Сиэтл Шторм              | 173      | 65      | 40,0      | DNQ       |
| З    | Никки Тисли    | Вашингтон Мистикс        | 183      | 77      | 39,4      | DNQ       |